# Friedrich Müller-Langenthal
Friedrich Müller-Langenthal, auch Friedrich Müller der Jüngere (* 28. Oktober 1884 in Langenthal; † 1. Februar 1969 in Hermannstadt) war ein siebenbürgischer Lehrer, Theologe und Historiker. Ab 1932 war er Bischofsvikar und ab 1945 Bischof der evangelischen Landeskirche A. B. in Rumänien.

## Leben
Friedrich Müller entstammte einer Bauernfamilie aus einem ehemaligen Hörigendorf. Seine Schulausbildung absolvierte er am Hermannstädter Gymnasium und studierte anschließend von 1903 bis 1905 Mathematik und Physik, dann Geschichte, Philosophie und Evangelische Theologie an der Universität Leipzig, 1905–1906 in Klausenburg, 1906 in Wien und 1907–1909 in Berlin.
Nach Beendigung seines Studiums kehrte er nach Siebenbürgen zurück und war ab 1911 als Lehrer am Honterus-Gymnasium in Kronstadt, ab 1917 als Direktor des Landeskirchlichen Lehrerseminars in Schäßburg und ab 1922 als Schulrat in Hermannstadt tätig. 1928 wurde Müller-Langenthal zum Pfarrer in Hermannstadt gewählt, wo er ab 1932 auch als Bischofsvikar Stellvertreter des Bischofs war. Die anfängliche Sympathie für die nationalsozialistische Bewegung, die unter den deutschstämmigen Siebenbürgern immer mehr Einfluss gewann, endete spätestens 1942, als Müller Kenntnis von den im Rahmen des sogenannten Euthanasieprogramms betriebenen Krankenmorden erhalten hatte. Seitdem führte Müller die innerkirchliche Opposition gegen den seit 1940 amtierenden NS-nahen Bischof Wilhelm Staedel. Als Rumänien nach dem Staatsstreich im August 1944 vom Verbündeten des NS-Staates zum Unterstützer der Alliierten geworden war, musste Staedel zurücktreten. Müller-Langenthal wurde nach einem kurzen Intermezzo, währenddessen die Fortexistenz der Landeskirche prinzipiell gefährdet war, am 29. April 1945 mit großer Mehrheit zum Bischof der evangelischen Landeskirche gewählt – in einer Zeit, als die Deutschen in Rumänien und ihre Organisationen sich in äußerster Bedrängnis befanden:
- die Familien waren durch den Krieg und die Kriegsfolgen zerrissen und politisch rechtlos,
- die arbeitsfähige deutsche Bevölkerung war im Januar 1945 zur Zwangsarbeit in die Sowjetunion deportiert worden und
- die Agrarreform von 1945 und die Verstaatlichung von Industrie, Handel und Banken durch das neue kommunistische Regime hatte die Menschen zusätzlich in existentielle Not gestürzt.

Bischof Müller-Langenthal und der evangelischen Landeskirche gelang es, das belastende Erbe der jüngsten Vergangenheit zu bewältigen und die Kirche in schwerster Zeit als einzige halbwegs intakte Institution der Siebenbürger Sachsen zu bewahren und dadurch weiterhin nicht nur in kirchlichen und sozialen Belangen, sondern auch politisch für sie zu wirken.
In der Sache war Müller-Langenthal oft unnachgiebig, gar hart. Es gelang ihm jedoch, den neuen atheistischen Machthabern Respekt abzuringen und zu einigen, wie dem ersten kommunistischen Ministerpräsidenten Petru Groza, sogar gute Beziehungen zu pflegen, die seiner Kirche zugutekamen. Er erfuhr auch Kritik, sowohl wegen notwendiger Konzessionen an das Regime als auch wegen des Anfang der 1940er Jahre abgeschossenen „Gesamtabkommens zwischen der Evangelischen Kirche und der Deutschen Volksgruppe in Rumänien“ (1942). Insgesamt jedoch stand die evangelische Kirche A.B. in Rumänien am Ende seiner erst mit seinem Tod endenden Amtszeit nach tiefen Krisen wieder gefestigt da.
Er war Mitglied im Coetus Clamidatorum Schäßburgensis.

## Auszeichnungen
- 1930: Ehrendoktorwürde der Universität Halle
- 1964: Ordinul Steaua Republicii Populare Române, Cl. II (1964) (Stern der Volksrepublik Rumänien, Zweite Klasse)[4]

## Schriften (Auswahl)
- Die Siebenbürger Sachsen und ihr Land. Berlin 1912, 2. Aufl. Stuttgart 1922.
- Lehrbuch der Geschichte Rumäniens. Hermannstadt 1921.
- Die Geschichte unseres Volkes. Bilder aus der Vergangenheit und Gegenwart der Deutschen in Rumänien. Hermannstadt 1926.
- Vom Werden und Wesen des siebenbürgisch-sächsischen Bauerntums. In: Klingsor 4, 1927, S. 9–19, 64–69, 89–96, 148–155.
- Was ist Offenbarung? Anruf zur Besinnung auf den wahren Lebensgrund an Menschen unserer Zeit. Hermannstadt 1931.
- Wandlung der geschichtl. Hauptaufgaben unseres Volkes im Laufe seiner Entwicklung und seine Anpassung daran. In: Siebenbürgische Vierteljahresschrift 55, 1932, S. 286–299.
- Völkerentwicklung unter dem Christentum. In: Deutsche Theologie 1935, S. 340–354, 380–400.
- Berufung und Erwählung. Eine exegetische Studie. In: Zeitschrift für Systematische Theologie (ZSTh) 24, 1955, S. 38–71.
- Geschichtswirksamkeit des Evangeliums in seinem luth. Verständnis. Zwei Aufsätze. Stuttgart 1956.
- Predigten. Hermannstadt 1993.
- Erinnerungen. Zum Weg der siebenbürgisch-sächsischen Kirche 1944-1964 (= Schriften zur Siebenbürgischen Landeskunde 17). Böhlau, Köln/Weimar/Bukarest 1995.
- Gerhard Schullerus (Hrsg.): Aus Verantwortung für die Kirche. Nachdrucke und aus dem Nachlass erstmalig veröffentlichte Schriften von Bischof Friedrich Müller II. Schiller, Hermannstadt Bonn 2010.